# BMW 드라이빙 센터
BMW 드라이빙 센터(BMW Driving Center)는 드라이빙과 자동차를 경험할 수 있는 자동차 복합 문화 공간이다. 트랙과 전시장, 이벤트 홀, 주니어 캠퍼스 휴식공간 등으로 구성되어 있다. 인천광역시 중구 영종도에 위치하며 전체 면적은 24만m2로 축구장 약 33개 규모이다. 2014년 8월 22일 개장했다. BMW의 고객을 위한 드라이빙 트랙 설치는 아시아 최초이자, 독일과 미국에 이어 세계 3번째다.

## 드라이빙 트랙
- Multiple Course: 차량의 기본 조작 방법을 익히고 슬라럼과 스티어링 적용, 제동과 엔진 파워 체험 코스
- Circular Course: 외곽과 중심에 스프링클러가 설치되어 젖은 상태를 유지하는 코스
- Dynamic Course: 바닥에 설치된 킥-플레이트로 주행 방향에 급격한 변동을 주고 물기가 있는 노면을 지나며 차량이 미끄러질 때 제어하는 방법을 체험하는 코스
- Acceleration & Braking Course: 최대 200km까지 가속할 수 있는 직선 코스
- Handling Course: 6번의 우턴, 5번의 좌턴 굴곡로, 110m의 언덕 코스
- Off-Road Course: 등판 및 급경사 코스로 언덕, 숲, 레일, 나무 기둥, 암석, 모래밭, 웅덩이, 굽은 길 등 8가지의 오프로드 주행 코스

## 드라이빙 프로그램
- Basic (Challenge A, Challenge B, Off-Road): 기초교육 및 체험
- Advanced (Advanced, Intensive, M Drift): 기본교육을 이수한 고객을 위한 심화으로 보다 전문적인 드라이빙 스킬 교육
- Taxi (M Taxi, Exclusive Taxi, JCW Taxi): 드라이빙 인스트럭터와 동승